# SC Potsdam (Volleyball)
Die Volleyball-Abteilung des SC Potsdam wurde 1996 gegründet. Mit über 500 Mitgliedern ist sie eine der größten in Deutschland. Die erste Frauenmannschaft spielt seit 2009 in der Ersten Bundesliga. Die Spiele des Teams werden seit 2012 in der MBS Arena Potsdam ausgetragen.

## Geschichte

### 2. Bundesliga 2005 bis 2009
In der Saison 2004/05 stieg der SC Potsdam durch einen zweiten Platz in der Regionalliga Nordost in die zweite Bundesliga auf. Im ersten Jahr in der zweiten Liga konnte das Team den fünften Platz belegen. In der Saison 2006/07 wurde die Potsdamer Meister der zweiten Bundesliga Nord. Der Verein verzichtete aber auf den Aufstieg in die Erste Bundesliga. Im DVV-Pokal unterlag man im Achtelfinale dem USC Münster zuhause mit 0:3.
Die Saison 2007/08 beendete der SC Potsdam wieder mit dem fünften Platz, bevor man in der folgenden Saison erneut Meister wurde und dieses Mal in die erste Liga aufstieg. Im DVV-Pokal schied man im Achtelfinale mit der 0:3-Niederlage gegen den Schweriner SC aus.

### 1. Bundesliga 2009 bis heute
Der Kader der Saison 2009/10 bestand aus 14 Spielerinnen. Nach dem Aufstieg kamen u. a. Sydlik vom Köpenicker SC und fünf Spielerinnen vom VC Olympia Berlin nach Potsdam. Chef-Trainer war Michael Merten, der von Volker Knedel unterstützt wurde. Die Physiotherapeuten Anja Schäfer, Ulrike Müller und Ulli Meyer sorgten für die medizinische Betreuung. In der Saison 2009/10 belegte Potsdam als Bester der drei Erstliga-Aufsteiger den zehnten Platz und erreichte damit den Verbleib in der Liga.
Der Kader der Erstligamannschaft für die Saison 2010/11 bestand aus dreizehn Spielerinnen. Melanie Iwansky und Rühl wurden neu verpflichtet. 2011 übernahm der bisherige Co-Trainer Volker Knedel von Michael Merten das Training der ersten Frauenmannschaft. Am Ende der Saison 2010/11 belegte der SC Potsdam erneut den zehnten Platz.
In der Saison 2011/12 bestand der Kader der Erstligamannschaft aus elf Spielerinnen. Als neuer Cheftrainer wurde Alberto Salomoni verpflichtet. Am Ende der Saison 2011/12 belegte Potsdam den elften Platz und hatte damit den Klassenerhalt erneut gesichert. Im DVV-Pokal unterlagen sie beim Schweriner SC mit 1:3 und schieden damit im Achtelfinale aus.
Das Team der Saison 2012/13 bestand aus zwölf Spielerinnen (fünf Nationen). Neuzugänge waren Radzuweit, Dörfler, Engel, Ćutuk, Muri, Fanzini und Jelić. Im Achtelfinale des DVV-Pokals schieden die Potsdamerinnen bei Alemannia Aachen mit 2:3 aus. Zum Ende der Bundesligahauptrunde belegten die Potsdamer den achten Platz. In den Pre-Playoffs waren die Potsdamerinnen gegen den Köpenicker SC erfolgreich und qualifizierten sich damit für die Playoffs, in denen sie im Viertelfinale gegen den Schweriner SC ausschieden.
Als Tabellensechster kam Potsdam in der Bundesliga-Saison 2013/14 in die Playoffs, unterlag aber im Viertelfinale den Roten Raben Vilsbiburg nach zwei Partien. Im DVV-Pokal musste sich Potsdam bereits im Achtelfinale dem Dresdner SC geschlagen geben. In der Saison 2014/15 erreichte Potsdam als Fünfter der Bundesliga das Playoff-Viertelfinale, das der SC nach drei Spielen gegen den 1. VC Wiesbaden verlor. Im DVV-Pokal kam Potsdam ebenfalls ins Viertelfinale und unterlag dort dem USC Münster.
In der folgenden Saison war der DVV-Pokal für die Brandenburgerinnen bereits im Achtelfinale mit einer Niederlage gegen den VfB 91 Suhl beendet. Als Siebter der Bundesliga-Hauptrunde setzten sie sich in den Pre-Playoffs gegen die Ladies in Black Aachen durch und mussten sich im Viertelfinale dem Schweriner SC geschlagen geben. Beim Finalspiel am 28. Februar 2021 des DVV-Pokals in Mannheim unterlag Potsdam mit 0:3 dem SSC Palmberg Schwerin. Der bis dahin größte Erfolg gelang der Mannschaft mit dem Erreichen des Playoff-Finales 2022, in dem sich Potsdam im fünften Finalspiel dem Allianz MTV Stuttgart geschlagen geben musste.
Am 1. November 2022 gewann der SC Potsdam dann seinen ersten Titel. Vor der Rekordkulisse von 6145 Zuschauern in der Stuttgarter Porsche-Arena holten die Volleyballerinnen des SC Potsdam mit einem 3:1-Sieg (25:20,25:15,20:25,25:16) über Allianz MTV Stuttgart den VBL-Supercup. Beim Finalspiel am 26. Februar 2023 des DVV-Pokals in Mannheim unterlag Potsdam mit 1:3 erneut dem SSC Palmberg Schwerin.

## Team

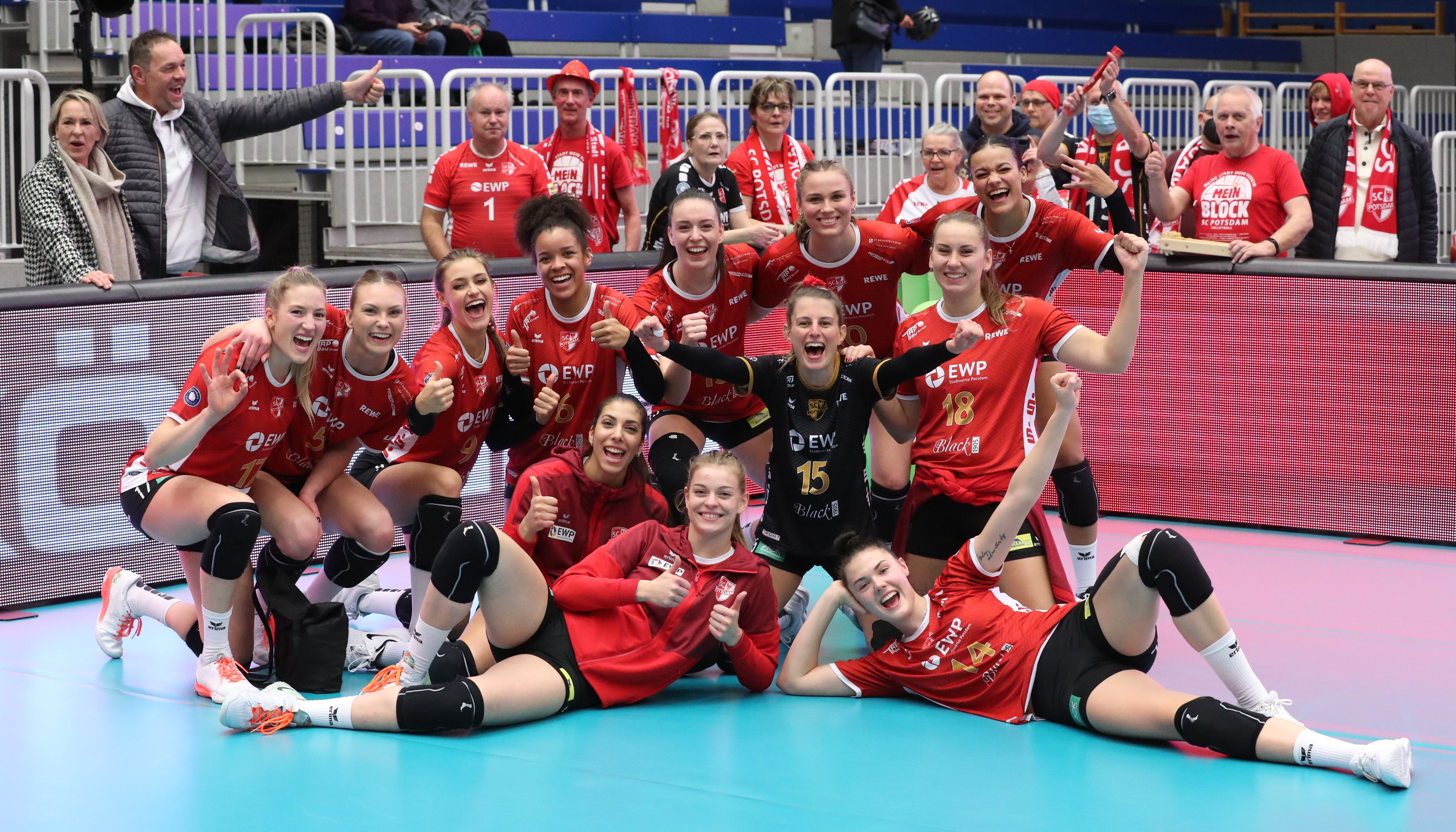
Team der Saison 2021/22

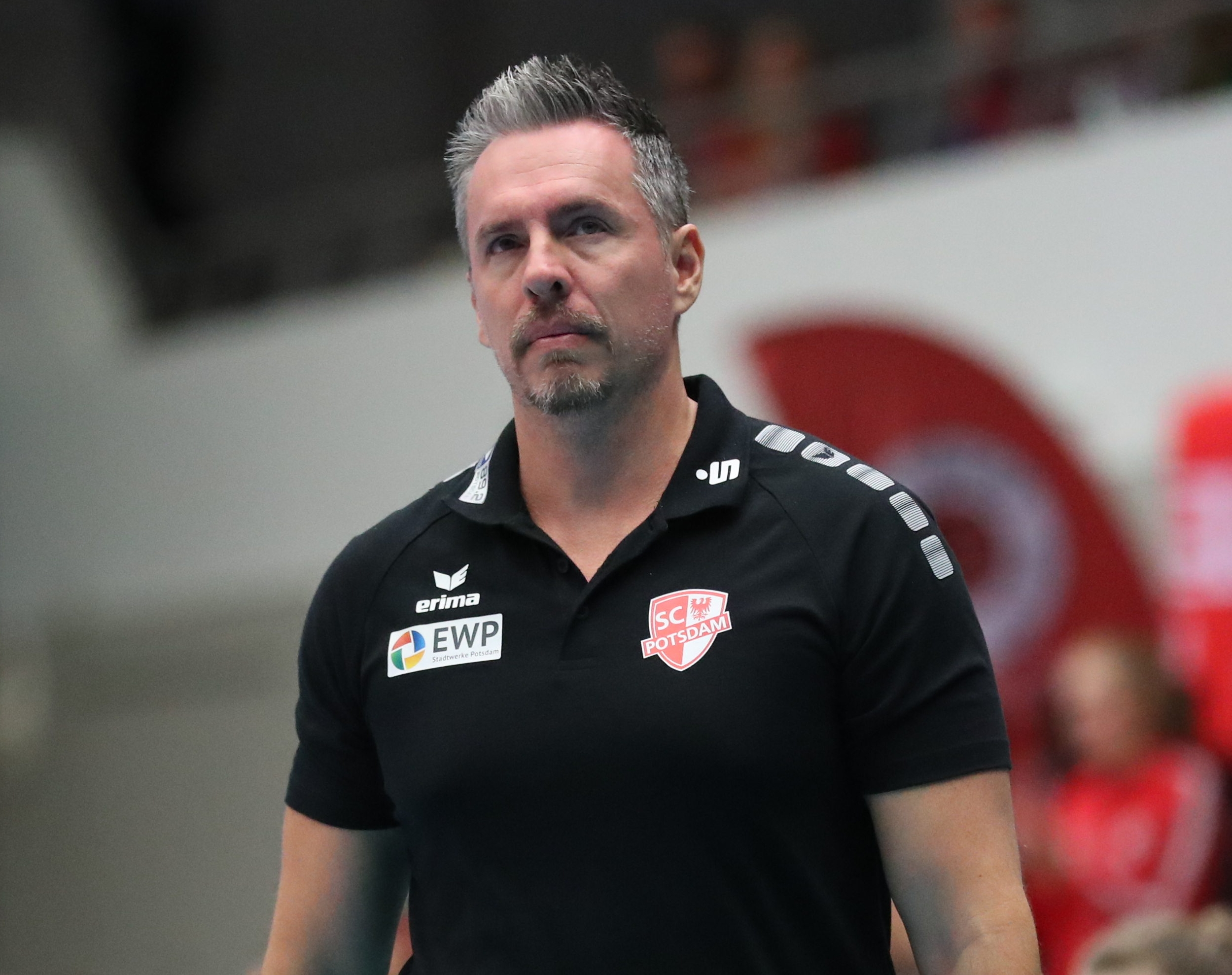
Guillermo Naranjo Hernández (2021)

Der Kader für die Saison 2025/26 umfasst folgende Spielerinnen:
| Name              | Nr. | Nation      | Größe  | Geburtsdatum  | Position | im Verein seit | Vertrag bis |
| ----------------- | --- | ----------- | ------ | ------------- | -------- | -------------- | ----------- |
| Michelle Bachmann | 8   | Deutschland | 1,84 m | 25. Okt. 2005 | AA       | 2024           | 2026        |
| Jovana Dordevic   | 14  | Serbien     | 1,87 m | 14. Mai 2006  | AA       | 2025           | 2026        |
| Leni Kirchhoff    | 2   | Deutschland | 1,70 m | 26. Nov. 2006 | L        | 2017           | 2027        |
| Alina Nasin       | 7   | Deutschland | 1,92 m | 1. Feb. 2005  | MB       | 2024           | 2026        |
| Johanna Schütte   | 12  | Deutschland | 1,79 m | 20. Aug. 2007 | Z        | 2025           | 2026        |

Positionen: AA = Annahme/Außen, D = Diagonal, L = Libero, MB = Mittelblock, Z = Zuspiel
| Neuzugänge 2025 | Neuzugänge 2025                | Abgänge 2025     | Abgänge 2025            |
| Spielerin       | bisheriger Verein              | Spielerin        | neuer Verein            |
| --------------- | ------------------------------ | ---------------- | ----------------------- |
| Jovana Dordevic | Berlin Brandenburger Sportclub | Yurika Bamba     | Allianz MTV Stuttgart   |
| Johanna Schütte | VC Olympia Berlin              | Lara Darowski    | ES Charleroi            |
|                 |                                | Jenna Ewert      | Imoco Volley Conegliano |
|                 |                                | Danielle Harbin  | Monviso Volley          |
|                 |                                | Eleanor Holthaus | Allianz MTV Stuttgart   |
|                 |                                | Anna Koulberg    | Allianz MTV Stuttgart   |

Chef-Trainer ist seit 2025 Stefano Micoli, der einen Vertrag bis 2017 hat. Sein Assistent ist Eduardo Romero und Jose Pablo Salleras arbeitet als Scout. Für die medizinische Betreuung sind die Ärzte Peggy Kotsch und Rudolf Lassel sowie die Physiotherapeuten Sophia Lichan, Florentina Robert und Thaddeus Schirmer zuständig.

## Spielstätte

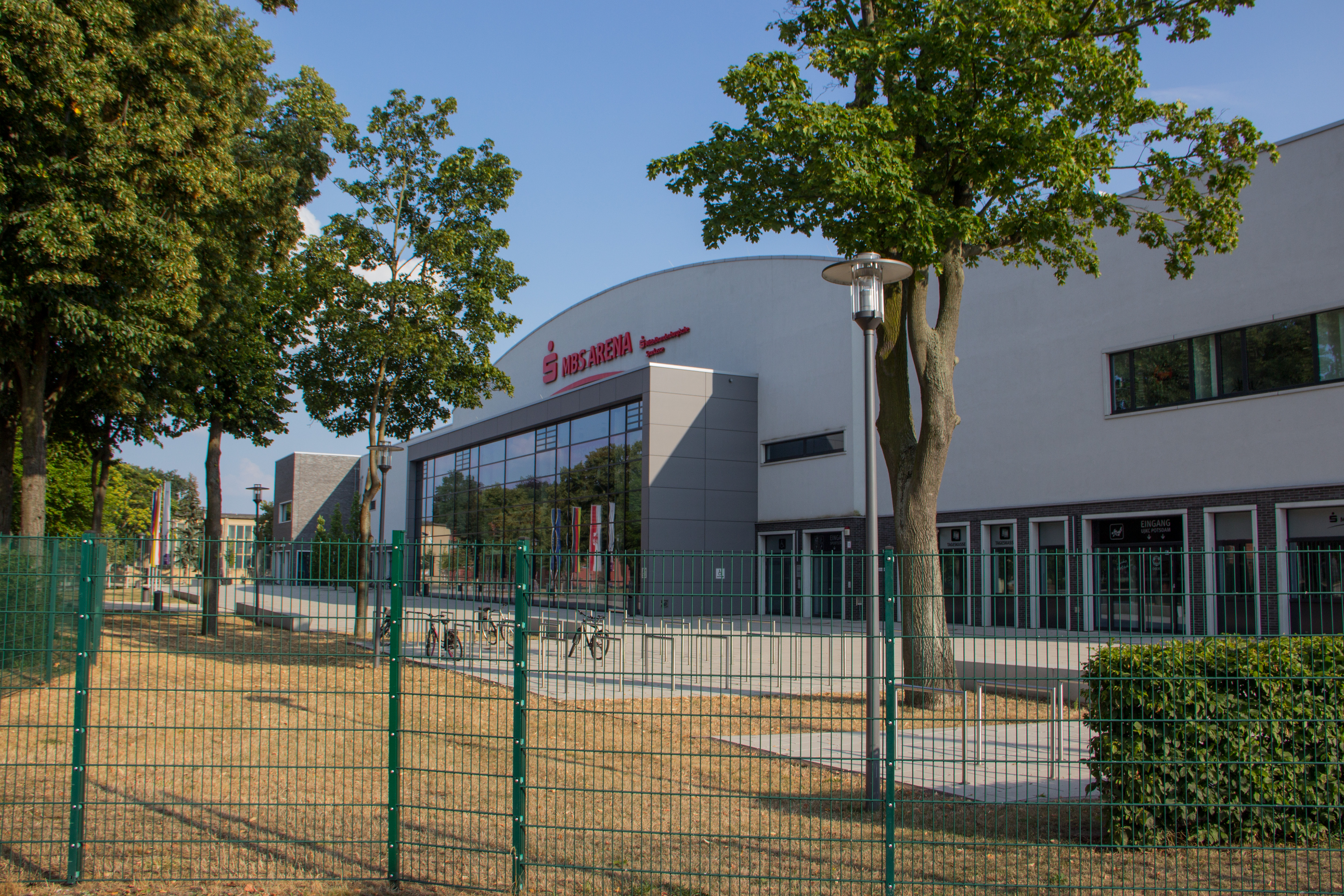
MBS Arena in Potsdam

Die Spiele der SC Potsdam werden seit Januar 2012 in der MBS Arena Potsdam im Sportpark „Luftschiffhafen“ ausgetragen.

## Platzierungen
| Platzierung in der 1. Volleyball-Bundesliga (VBL) | Platzierung in der 1. Volleyball-Bundesliga (VBL) | Platzierung in der 1. Volleyball-Bundesliga (VBL) | Platzierung in der 1. Volleyball-Bundesliga (VBL) |
| Saison                                            | Hauptrunde                                        | Play-offs                                         | Trainer                                           |
| ------------------------------------------------- | ------------------------------------------------- | ------------------------------------------------- | ------------------------------------------------- |
| 2009/10                                           | 10. Platz                                         |                                                   | Michael Merten                                    |
| 2010/11                                           | 10. Platz                                         |                                                   | Michael Merten / Volker Knedel                    |
| 2011/12                                           | 11. Platz                                         |                                                   | Alberto Salomoni                                  |
| 2012/13                                           | 8. Platz                                          | Viertelfinale                                     | Alberto Salomoni                                  |
| 2013/14                                           | 6. Platz                                          | Viertelfinale                                     | Alberto Salomoni                                  |
| 2014/15                                           | 5. Platz                                          | Viertelfinale                                     | Alberto Salomoni                                  |
| 2015/16                                           | 7. Platz                                          | Viertelfinale                                     | Alberto Salomoni                                  |
| 2016/17                                           | 4. Platz                                          | Viertelfinale                                     | Davide Carli                                      |
| 2017/18                                           | 7. Platz                                          | Viertelfinale                                     | Davide Carli                                      |
| 2018/19                                           | 4. Platz                                          | Halbfinale                                        | Davide Carli / Guillermo Naranjo Hernández        |
| 2019/20                                           | 3. Platz                                          | Saisonabbruch                                     | Guillermo Naranjo Hernández                       |
| 2020/21                                           | 3. Platz                                          | Halbfinale                                        | Guillermo Naranjo Hernández                       |
| 2021/22                                           | 2. Platz                                          | Finale                                            | Guillermo Naranjo Hernández                       |

## Weitere Mannschaften
Insgesamt wird in der Abteilung in mehr als zehn Mannschaften Volleyball, vorrangig im weiblichen Bereich, in den verschiedenen Ligen von Potsdam und des Landes Brandenburg gespielt. 2017 schlossen sich die Volleyballer des VC Potsdam-Waldstadt dem SC Potsdam an.